# John Speed
John Speed (Farndon, 1542. − London, 1629.), engleski povjesničar i kartograf koji je djelovao u Londonu početkom 17. stoljeća.
Karijeru je započeo u očevoj krojačnici gdje je radio do svoje 50. godine, no istovremeno se posvetio proučavanju povijesti. Oko 1600. seli se u London i zahvaljujući stečenom znanju brzo ulazi u Društvo antikvara. Sir Fulke Greville omogućava mu korištenje vlastite zbirke za istraživanje, a na temelju daljnjih zasluga sponzor mu postaje i sam kraljevski dvor s kraljicom Elizabetom I. na čelu. Među najznačajnija Speedova djela spadaju historiografska monografija Historie of Great Britaine i atlas The Theatre of the Empire of Great Britaine iz 1611. godine.

## Opus
- A description of the ciuill vvarres of England (1601.)
- The genealogies recorded in the Sacred Scriptures (1611.)
- The Theatre of the Empire of Great Britaine (1611.)
- The historie of Great Britaine (1611.)
- The genealogies recorded in the Sacred Scriptvres according to euery family and tribe (1615.)
- America with those known parts in that unknowne worlde both people and manner of buildings (1626.)
- A prospect of the most famous parts of the world (1627.)
- An atlas of Tudor England and Wales (1627.)
- England, Wales, Scotland and Ireland (1627.)

## Poveznice
- Povijest kartografije